# Nuoto ai Giochi della XVII Olimpiade - 100 metri dorso maschili
La competizione dei 100 metri dorso maschili di nuoto ai Giochi della XVII Olimpiade si è svolta nei giorni 30 e 31 agosto 1960 allo stadio Olimpico del Nuoto di Roma.

## Programma
| Data           | Round        | Note                                |
| -------------- | ------------ | ----------------------------------- |
| 30 agosto 1960 | 5 Batterie   | I migliori 16 tempi alle semifinali |
| 31 agosto 1960 | 2 Semifinali | I migliori 8 tempi alla finale      |
| 31 agosto      | Finale       |                                     |

## Risultati

### Batterie
| Pos. | Atleta            | Nazione    | Tempo  | Posizione Finale |
| ---- | ----------------- | ---------- | ------ | ---------------- |
| 1    | John Monckton     | Australia  | 1'04"4 | 7                |
| 2    | József Csikány    | Ungheria   | 1'04"5 | 8                |
| 3    | Wolfgang Wagner   | Germania   | 1'04"7 | 10               |
| 4    | Kazuo Tomita      | Giappone   | 1'04"7 | 10               |
| 5    | Herman Verbauwen  | Belgio     | 1'05"0 | 15               |
| 6    | Julio Cabrera     | Spagna     | 1'06"5 | 26               |
| 7    | Raúl Cerqueira    | Portogallo | 1'06"7 | 27               |
| 8    | Dimitrios Kolovos | Grecia     | 1'13"8 | 35               |

| Pos. | Atleta         | Nazione          | Tempo  | Posizione Finale |
| ---- | -------------- | ---------------- | ------ | ---------------- |
| 1    | Robert Bennett | Stati Uniti      | 1'02"0 | 1                |
| 2    | Leonid Barbier | Unione Sovietica | 1'03"5 | 4                |
| 3    | Jürgen Dietze  | Germania         | 1'04"0 | 5                |
| 4    | Jan Jiskoot    | Paesi Bassi      | 1'05"9 | 20               |
| 5    | Friedrich Suda | Austria          | 1'06"0 | 23               |
| 6    | Mihovil Dorčić | Jugoslavia       | 1'06"0 | 23               |
| 7    | Joram Shnider  | Israele          | 1'11"1 | 33               |
| 8    | Ünsal Fikirci  | Turchia          | 1'15"2 | 36               |

| Pos. | Atleta                  | Nazione       | Tempo  | Posizione Finale |
| ---- | ----------------------- | ------------- | ------ | ---------------- |
| 1    | Robert Christophe       | Francia       | 1'04"0 | 5                |
| 2    | Graham Sykes            | Gran Bretagna | 1'04"8 | 14               |
| 3    | Bob Wheaton             | Canada        | 1'05"7 | 17               |
| 4    | Bengt-Olov Almstedt     | Svezia        | 1'05"9 | 20               |
| 5    | Alejandro Gaxiola       | Messico       | 1'05"9 | 20               |
| 6    | Athos de Oliveira Filho | Brasile       | 1'07"9 | 28               |
| 7    | Rudy Muller             | Lussemburgo   | 1'12"3 | 34               |

| Pos. | Atleta            | Nazione          | Tempo  | Posizione Finale |
| ---- | ----------------- | ---------------- | ------ | ---------------- |
| 1    | David Theile      | Australia        | 1'03"1 | 3                |
| 2    | Veiko Siimar      | Unione Sovietica | 1'04"6 | 9                |
| 3    | Giuseppe Avellone | Italia           | 1'05"4 | 16               |
| 4    | Haydn Rigby       | Gran Bretagna    | 1'06"2 | 25               |
| 5    | Kazuo Watanabe    | Giappone         | 1'08"4 | 30               |
| 6    | Lorenzo Cortez    | Filippine        | 1'08"7 | 31               |
| 7    | Rolf Burggraf     | Svizzera         | 1'11"0 | 32               |

| Pos. | Atleta            | Nazione     | Tempo  | Posizione Finale |
| ---- | ----------------- | ----------- | ------ | ---------------- |
| 1    | Frank McKinney    | Stati Uniti | 1'02"4 | 2                |
| 2    | Pedro Diz         | Argentina   | 1'04"7 | 10               |
| 3    | Stig-Olof Grenner | Finlandia   | 1'04"7 | 10               |
| 4    | Claude Raffy      | Francia     | 1'05"8 | 18               |
| 5    | Gilberto Elsa     | Italia      | 1'05"8 | 18               |
| 6    | Enrique Rabell    | Messico     | 1'08"0 | 29               |
| 7    | János Konrád      | Ungheria    | 1'19"9 | 37               |

### Semifinali
| Pos. | Atleta            | Nazione          | Tempo  | Posizione Finale |
| ---- | ----------------- | ---------------- | ------ | ---------------- |
| 1    | David Theile      | Australia        | 1'03"1 | 1                |
| 2    | Robert Christophe | Francia          | 1'03"7 | 2                |
| 3    | Robert Bennett    | Stati Uniti      | 1'03"7 | 3                |
| 4    | John Monckton     | Australia        | 1'03"8 | 4                |
| 5    | Veiko Siimar      | Unione Sovietica | 1'04"6 | 8                |
| 6    | Kazuo Tomita      | Giappone         | 1'05"2 | 12               |
| 7    | Stig-Olof Grenner | Finlandia        | 1'05"2 | 12               |
| 8    | Herman Verbauwen  | Belgio           | 1'06"2 | 15               |

| Pos. | Atleta            | Nazione          | Tempo  | Posizione Finale |
| ---- | ----------------- | ---------------- | ------ | ---------------- |
| 1    | Frank McKinney    | Stati Uniti      | 1'03"8 | 4                |
| 2    | Wolfgang Wagner   | Germania         | 1'03"9 | 6                |
| 3    | Leonid Barbier    | Unione Sovietica | 1'04"3 | 7                |
| 4    | Jürgen Dietze     | Germania         | 1'04"7 | 9                |
| 5    | Graham Sykes      | Gran Bretagna    | 1'04"7 | 10               |
| 6    | Pedro Diz         | Argentina        | 1'05"0 | 11               |
| 7    | József Csikány    | Ungheria         | 1'05"2 | 12               |
| 8    | Giuseppe Avellone | Italia           | 1'06"5 | 16               |

### Finale
| Pos.    | Atleta            | Nazione          | Tempo  |
| ------- | ----------------- | ---------------- | ------ |
| Oro     | David Theile      | Australia        | 1'01"9 |
| Argento | Frank McKinney    | Stati Uniti      | 1'02"1 |
| Bronzo  | Robert Bennett    | Stati Uniti      | 1'02"3 |
| 4       | Robert Christophe | Francia          | 1'03"2 |
| 5       | Leonid Barbier    | Unione Sovietica | 1'03"5 |
| 6       | Wolfgang Wagner   | Germania         | 1'03"5 |
| 7       | John Monckton     | Australia        | 1'04"1 |
| 8       | Veiko Siimar      | Unione Sovietica | 1'04"6 |